# Hunmin Jeongeum

Fragment uit Hunmin Jeongeum

Hunmin Jeongeum is de naam van het boek waarin voor het eerst het Koreaanse schrift hangul werd beschreven, het is tevens de officiële naam die koning Sejong de Grote (1397-1450) aan het schrift gaf. Hangul is de moderne Zuid-Koreaanse naam voor het schrift, in Noord-Korea prefereert men de term Joseongul, toen de ontwikkeling van het schrift in de twaalfde maanmaand van het jaar 1443 echter klaar was, werd het hunmin jeongeum genoemd. Dit betekent: De juiste klanken om het volk te instrueren.
In de eerste editie telde het schrift 28 karakters, 11 klinkers en 17 medeklinkers, tegenwoordig zijn hiervan nog 24 karakters, 10 klinkers en 14 medeklinkers, in gebruik.
De hunming jeongeum bestaat uit twee delen. In het eerste deel wordt door koning Sejong uitgelegd hoe de karakters uitgesproken en geschreven dienen te worden. Het tweede deel bevat commentaar van wetenschappers die aan het project deelnamen op het eerste deel.
Aanvankelijk werd er vanuit de geletterde elite niet enthousiast gereageerd op het schrift. Het was vooral in de lage klassen waar het schrift populair was. Een reisgenoot van Hendrick Hamel, Mattheus Eibokken genaamd, schreef samen met Nicolaas Witsen de eerste Nederlands-Koreaanse woordenlijst in 17de eeuw. Uit de manier waarop Eibokken de Koreaanse woorden schrijft, blijkt dat hij kennis moet hebben gehad van het hangul.
Hoewel het schrift in 1443 reeds uitontwikkeld was, duurde het tot 1446 voordat het boek Hunmin Jeongeum gepubliceerd werd. Dit gebeurde op 9 oktober, en deze dag is in Zuid-Korea een nationale feestdag. In Noord-Korea wordt de publicatie echter op 15 januari gevierd.
- Gemeinsame Normdatei: 1120151619
- Virtual International Authority File: 94148035808887971768